# 127 mm Type 3
Il 12,7 cm/50 Type 3 era un cannone navale da 127 mm, con canna lunga 50 calibri, impiegato dalla Marina imperiale giapponese durante la seconda guerra mondiale come armamento principale dei cacciatorpediniere in torri singole e binate. Durante il secondo conflitto venne anche impiegato come cannone costiero. Il nome era dovuto all'anno di sviluppo del blocco otturatore, il terzo di regno dell'imperatore Taishō, cioè il 1914.

## Storia
Il cannone, sviluppato nel 1926, adottava un blocco di culatta comune a tutti i successivi pezzi navali giapponesi, con otturatore a vite interrotta tipo Welin. Anche se considerato come cannone a doppio impiego (dual purpose), ma questa capacità era più nominale che reale: il munizionamento separato a cartoccio a sacchetto e la calcata manuale richiedevano un angolo di caricamento compreso tra +5° e +10°, abbassando la cadenza di tiro a 5-10 colpi al minuto; questa, unita ad una bassa velocità di brandeggio, rendevano molto difficoltoso l'ingaggio efficace di velivoli nemici. Il cannone equipaggiò i cacciatorpediniere costruiti tra il 1926 ed il 1940. Durante la seconda guerra mondiale alcuni pezzi vennero impiegati come artiglieria costiera in postazione fissa.
Dopo la guerra il pezzo rimase in servizio su due cacciatorpediniere giapponesi ceduti, come riparazione di guerra, all'Unione sovietica ed alla Repubblica di Cina, quest'ultimo demolito nel 1970 dopo essersi incagliato a causa di un tifone.

## Tecnica

### Bocca da fuoco
L'otturatore del Type 3 era a vite interrotta tipo Welin e venne utilizzato anche sui cannoni navali giapponesi da 40 cm, da 20 cm, da 15,5 cm, da 14 cm e da 12 cm. La canna era di tipo composito, originariamente a tre strati, poi a due, con la solita cerchiatura di culatta. La vita utile della canna era di 550-700 colpi. L'angolo di caricamento era compreso tra +5° e +10°; lo spolettamento manuale avveniva sulla cucchiaia di caricamento, prima della calcata manuale; tutti i tipi di impianto erano dotati di calcatoio a spinta, mentre i sacchetti di polvere dovevano essere posizionati manualmente.

### Impianti
I Type 3 furono installati la prima volta su torri binate Type A sui rivoluzionari cacciatorpediniere classe Fubuki; questa fu la prima torre impermeabile all'acqua, ai gas di sparo e a prova di scheggia mai montata su un cacciatorpediniere; in questa i cannoni erano montati su due culle separate, elevabili separatamente. Tutti i modelli di torre binata pesavano circa 32 tonnellate, ruotavano a una velocità di 6°/sec e avevano una velocità di elevazione tra 6° e 12° al secondo (con picchi di 27°). La torre era dotata di corazzatura spessa da 9 a 12 mm.

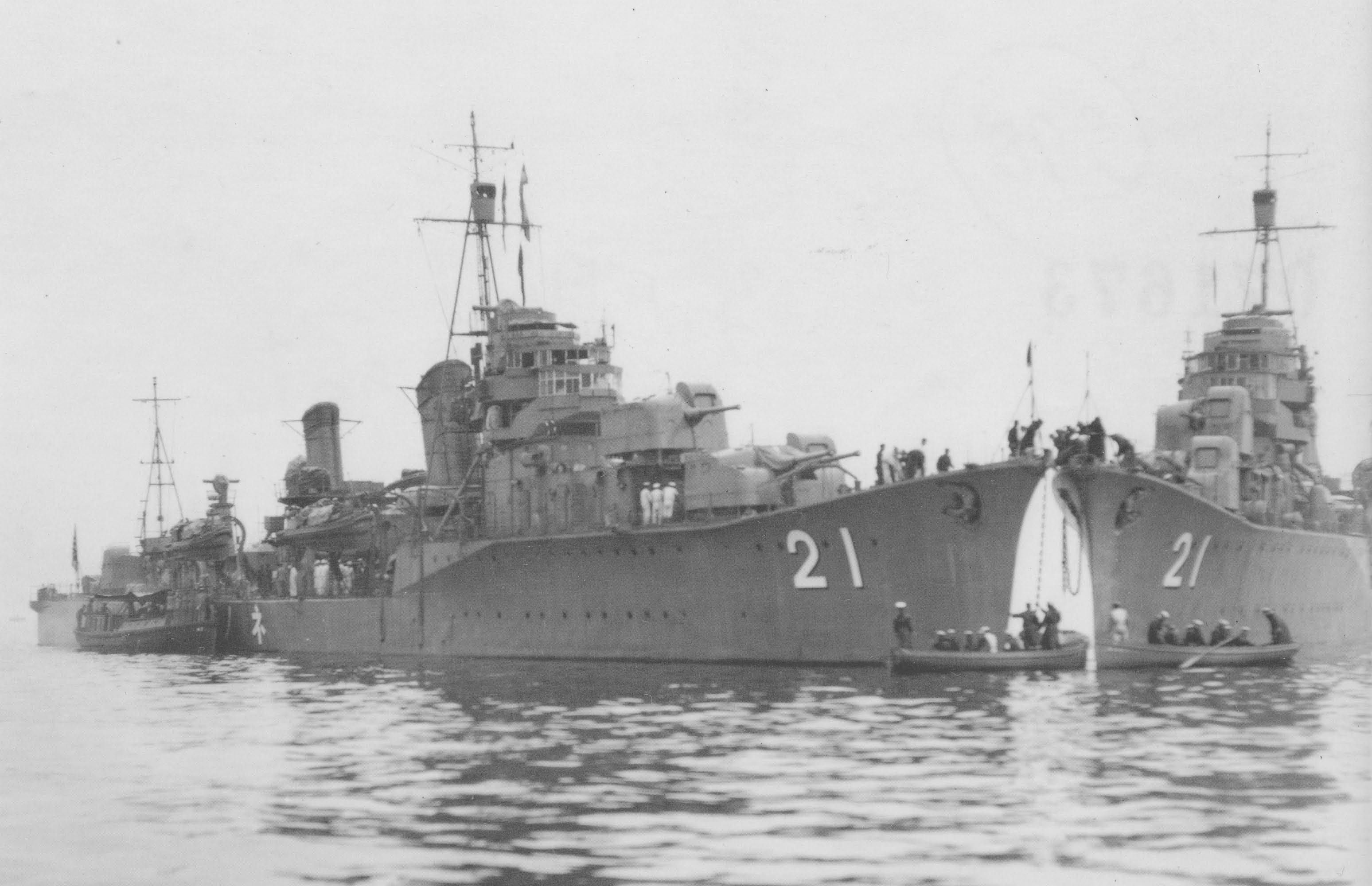
Impianto singolo Type A e impianto binato Type B sul Nenohi

La torre binata Type B, installata sui Fubuki 2ª serie e sulla classe Akatsuki, era a doppio impiego grazie all'elevazione massima aumentata a 75°, perciò suscettibile di impiego in funzione contraerei. Per contenere il peso del complesso, lo spessore della corazzatura fu ridotto a 3,2 mm, ma si dimostrò troppo sottile per sopportare il mare grosso e venne in seguito rinforzata. I primi quattro esemplari della classe Hatsuharu furono equipaggiati con la torretta Type B Mod. 2, mentre gli ultimi due e le classi Shiratsuyu, gli Asashio e Kagero ricevettero la Type C, più leggera e con diverso arco di elevazione.
La torre Type D fu utilizzata sui cacciatorpediniere classe Yūgumo e sull'esemplare unico Shimakaze.
L'affusto singolo Type A aveva un settore di elevazione compreso tra -7° e +75°, ridotti sulla Type B a +55°. Entrambi gli affusti pesavano circa 18,5 tonnellate. Il primo modello fu installato sui cacciatorpediniere classe Hatsuharu, mentre il Type B sulla classe Shiratsuyu.
| Tipo          | Modello | Elevazione | Classi di navi                                                                           |
| Torre binata  | Type A  | -5°/+40°   | Fubuki 1ª serie (3×2)                                                                    |
| Torre binata  | Type B  | -5°/+75°   | Fubuki 2ª serie (3×2), classe Akatsuki (3×2), classe Hatsuharu (3×2)                     |
| Torre binata  | Type C  | -7°/+55°   | classe Shiratsuyu (2×2), classe Asashio (3×2), classe Kagerō (3×2), classe Etorofu (3×1) |
| Torre binata  | Type D  | -7°/+55°   | classe Yūgumo (3×2), Shimakaze (3×2)                                                     |
| Torre singola | Type A  | -7°/+75°   | classe Hatsuharu (1×1)                                                                   |
| Torre singola | Type B  | -7°/+55°   | classe Shiratsuyu (1×1)                                                                  |

## Munizionamento
Il cannone sparava una munizione di tipo separato, con carica propellente in sacchetti di tela da 7,7 kg di 30DC. I proietti disponibili normalmente erano le granate ad alto esplosivo, il proietto illuminante e lo shrapnel incendiaria antiaereo (sankaidan). Nel 1943 venne introdotta una munizione antisommergibile (ASW), con una gittata minima di sicurezza di 800 m ed una massima di 4.300 m. Inoltre, alla fine della guerra, era in fase di sviluppo una nuova granata ad alto esplosivo, più pesante ma più aerodinamica e con una gittata di 23.025 m.
| Tipo        | Nome       | Peso, kg | Carica esplosiva, kg              | Velocità alla volata, m/s |
| ----------- | ---------- | -------- | --------------------------------- | ------------------------- |
| HE          | Type 0     | 23       | 1,8                               | 910-915                   |
| HE          | Type 1     | 23       | 1,8                               | 910-915                   |
| HE          | nuovo tipo | 27,9     | 2,2                               | 910-915                   |
| ASW         |            | 20,9     | 4                                 | 250                       |
| illuminante |            | 23       | ordigno pirotecnico da 680.000 cd | 750                       |